# Guus Albregts

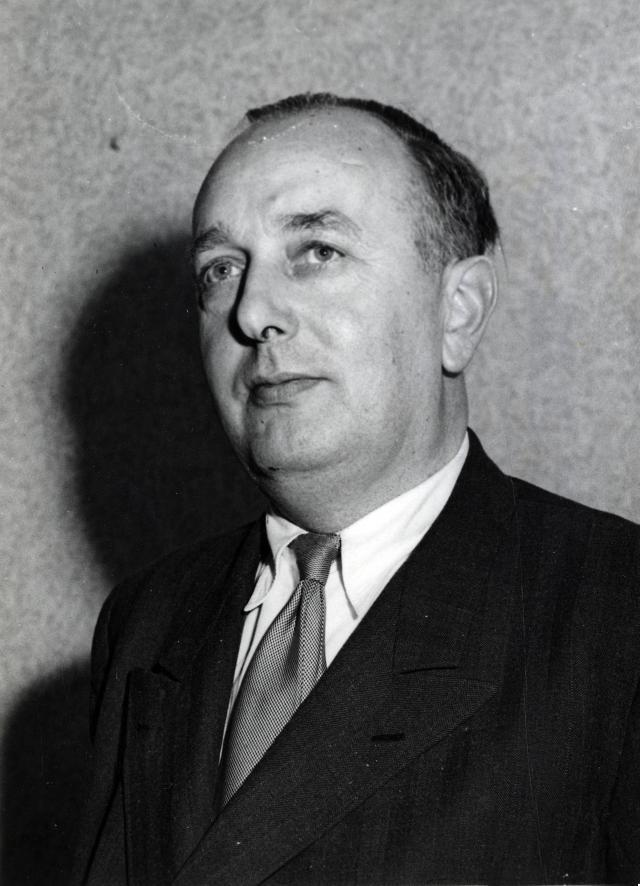
Professor Albregts (KVP). Portret. 1951 of eerder

Augustinus Hendricus Martinus (Guus) Albregts (Vught, 22 november 1900 - 's-Hertogenbosch, 8 juni 1980) was een Nederlandse econoom en politicus van de KVP.

## Levensloop
Albregts behaalde verschillende MO-akten op de Bisschoppelijke Kweekschool in Den Bosch. Van 1932 tot 1937 studeerde hij verder aan de Katholieke Economische Hogeschool in Tilburg, en in 1948 promoveerde hij hier op het proefschrift "De leer der maatschappelijke economische organisatievormen".
Na de kweekschool werkte Albregts vanaf 1926 als leraar staathuishoudkunde, handelswetenschap en staatsinrichting aan het R.K. Lyceum in Hilversum. Hiernaast was hij vanaf 1929 tevens leraar aan de Middelbare Technische School in Utrecht.
Nadien was Albregts hoogleraar in Tilburg en secretaris van de Katholieke Werkgeversvereniging. In het Eerste kabinet-Drees was hij als minister zonder portefeuille belast met het beleid inzake productiviteitsbevordering. Met Van den Brink was hij in 1951 verantwoordelijk voor een vernieuwing van de Winkelsluitingswet. Hij was geen opvallende minister, omdat hij nogal overvleugeld werd door minister Van den Brink. Hij keerde nadien terug naar de wetenschap.
In 1952 werd hij onderscheiden als Ridder in de Orde van de Nederlandse Leeuw.

## Publicaties
- 1950. Waarvoor wij staan. De katholieke werkgever in het midden van de twintigste eeuw.
- 1949. Enige aspecten van de financiering der industrialisatie. Inaugurele rede.
- 1948. De leer der maatschappelijk economische organisatievormen. Proefschrift.
- 1947. Van oorlogs- naar vredes-economie.

- Biografisch Portaal: 30068132
- International Standard Name Identifier: 0000 0000 5327 927X
- Library of Congress Control Number: no97001136
- Nationale Bibliotheek van Israël: 987007356977805171
- Nederlandse Thesaurus van Auteursnamen: 070916373
- Parlement.com: vg09llhqzqyh
- Virtual International Authority File: 48826763
- WorldCat: E39PBJhdbCMKRMQgwBx9vhrXh3